# Joachim Trier
Pour les articles homonymes, voir Trier.
Joachim Trier est un réalisateur et scénariste dano-norvégien, né le 1er mars 1974 à Copenhague.

## Biographie
Il est le petit-fils du réalisateur norvégien Erik Løchen et est lointainement lié au réalisateur danois Lars Von Trier.
Son second long-métrage, Oslo, 31 août a été présenté au Festival de Cannes 2011 dans la catégorie Un certain regard.
Lors du Festival de Cannes 2014, il est membre du jury de la section Cinéfondation et courts métrages sous la présidence d'Abbas Kiarostami.
En 2015, il sort Plus fort que les bombes avec notamment Isabelle Huppert, Jesse Eisenberg et Gabriel Byrne. Le tournage avait débuté à l'automne 2014. Plus fort que les bombes  (Louder Than Bombs) est en sélection officielle au Festival de Cannes 2015.
Sélectionné en compétition officielle du Festival de Cannes 2021, Julie (en 12 chapitres) vaut à son actrice principale, Renate Reinsve, le prix d'interprétation féminine. En mars 2022, le film est nommé à l'Oscar du meilleur film international pour la 94e cérémonie des Oscars.

### Engagements
Il est signataire en mai 2025 de la pétition condamnant le « silence » sur le « génocide à Gaza » publiée en marge du Festival de Cannes.

## Filmographie
Sauf indication contraire, les informations mentionnées dans cette section peuvent être confirmées par les bases de données cinématographiques  présentes dans la section « Liens externes ».

### Courts métrages
- 2000 : Pieta
- 2001 : Still
- 2002 : Procter

### Longs métrages
- 2006 : Reprise (Nouvelle donne)
- 2011 : Oslo, 31 août (Oslo, 31. august)
- 2015 : Back Home (Louder Than Bombs)
- 2017 : Thelma
- 2021 : Julie (en 12 chapitres) (Verdens verste menneske)
- 2025 : Valeur sentimentale (Sentimental Value)

## Distinctions
Sauf indication contraire, les informations mentionnées dans cette section peuvent être confirmées par les bases de données cinématographiques  présentes dans la section « Liens externes ».

### Récompenses
- Festival international du film de Toronto 2006 : Discovery award pour Reprise
- Festival du cinéma nordique 2007 : Grand prix du jury, prix du public et Prix Deuxième souffle pour Reprise
- Festival de Cannes 2025 : Grand prix pour Valeur sentimentale

### Nominations et sélections
- Satellite Awards 2008 : Meilleur film étranger pour Reprise
- Festival de Cannes 2011 : Sélection Un certain regard pour Oslo, 31 août
- Oscars 2022 : Meilleur scénario original pour Julie (en 12 chapitres)

## Box-office France
| Année | Film                     | Entrées |
| ----- | ------------------------ | ------- |
| 2006  | Reprise (Nouvelle donne) |         |
| 2011  | Oslo, 31 août            | 141 424 |
| 2015  | Back Home                | 107 341 |
| 2017  | Thelma                   | 33 936  |
| 2021  | Julie (en 12 chapitres)  | 221 136 |